# Whitney Houston

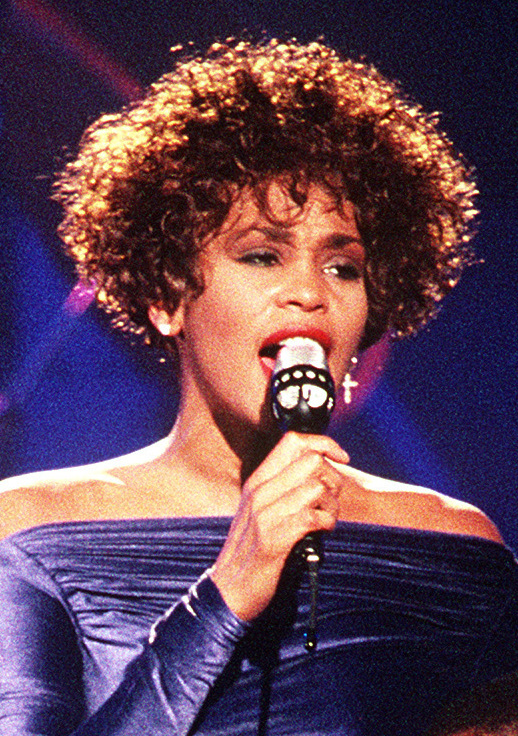
Whitney Houston (1991)

Whitney Elizabeth Houston (* 9. August 1963 in Newark, New Jersey; † 11. Februar 2012 in Beverly Hills, Kalifornien) war eine US-amerikanische R&B-, Soul- und Pop-Sängerin und Schauspielerin.
Mit mehr als 220 Millionen verkauften Tonträgern und über 200 Gold-, Platin-, Silber- und Diamantschallplatten sowie sechs Grammys gehört sie zu den weltweit erfolgreichsten Sängerinnen. 1992 erreichte sie durch ihr Schauspieldebüt in der Hauptrolle des Films Bodyguard sowie durch den zum großen Teil von ihr gesungenen Soundtrack The Bodyguard den Höhepunkt ihrer Popularität. Ihre Version von I Will Always Love You wurde ihr erfolgreichster Song.

## Privatleben
Whitney Houston war das zweite Kind von Cissy Houston (1933–2024) und John Russell Houston jr. (1920–2003). Ihre Mutter war 1969 als Sängerin bei den Sweet Inspirations, der Begleitgruppe von Elvis Presley, sowie unter anderem bei Jimi Hendrix engagiert. Houston hatte vier Geschwister: Der Halbbruder Gary Garland stammt aus der ersten Ehe ihrer Mutter mit Freddie Garland; ihr Bruder Michael ist das erste gemeinsame Kind ihrer Eltern. Houstons jüngere Halbgeschwister Alana und John Russell stammen aus späteren Ehen ihres Vaters. Die Sängerinnen Dee Dee Warwick und Dionne Warwick sind ihre Cousinen, die Sängerin Darlene Love ihre Patentante. Sie lebte von Mitte der 1980er bis Mitte der 1990er in Livingston (New Jersey), circa 1995 übersiedelte sie ins kalifornische Los Angeles.
Im 2018 veröffentlichten Dokumentarfilm Whitney des Regisseurs Kevin Macdonald berichten mehrere Personen, darunter ihre Schwägerin und Managerin Pat Houston und ihre letzte Assistentin Mary Jones, Houston habe ihnen gegenüber angegeben, dass sie in ihrer Kindheit von ihrer älteren Cousine Dee Dee Warwick sexuell missbraucht worden sei; auch Whitney Houstons Bruder Gary gab an, als Kind Missbrauchsopfer derselben Person geworden zu sein. Von Houstons Jugendfreundin und langjährigen rechten Hand, Robyn Crawford (* 1960), wurde diese These später für eher unwahrscheinlich befunden: Houston habe ihr gegenüber Missbrauch nie thematisiert.
Crawford unterstützte Houston bis zu ihrer Entlassung 2000 als Assistentin und lebte in deren Haushalt. Von 1980 bis 1983 hatten die beiden Frauen laut Crawford eine Liebesbeziehung. Anlässlich der Unterzeichnung ihres ersten Plattenvertrages schenkte Houston demnach Crawford eine Bibel, schwor ihr bedingungslose Liebe und beschloss, den sexuellen Aspekt der Beziehung zu beenden und geheim zu halten. Beide fürchteten, dass ein Bekanntwerden dem Weg Houstons als Popstar im Wege stehen könnte. Die weiterhin enge Freundschaft und Nähe zu Crawford wurde von der Familie nicht gerne gesehen und führte zudem über die Jahre immer wieder zu Spekulationen, es handle sich um eine Liebesbeziehung, welche die Sängerin ihr Leben lang dementierte. Crawford äußerte sich erst ab 2019 öffentlich über die intimen Aspekte der Beziehung, auch um das von Drogensucht überschattete Ende der Sängerin in ein anderes Licht zu setzen.
1992 heiratete Houston den R&B-Sänger Bobby Brown. Aus dieser Ehe stammte die gemeinsame Tochter Bobbi Kristina (1993–2015). Die Ehe war geprägt von häuslicher Gewalt und Drogenmissbrauch. 2007 wurde das Paar geschieden. Für ihre Tochter hatte Houston fortan das alleinige Sorgerecht.
Seit Mitte der 1990er Jahre litt Houston unter verschiedenen Formen von Drogenabhängigkeit, weshalb sie in den 2000er Jahren mehrere erfolglose Entziehungskuren machte. Im Mai 2011, wenige Monate vor ihrem Tod, begab sie sich zum letzten Mal in eine Entzugsklinik.

## Lebenswerk
Houstons Alben und Singles verkauften sich mehr als 200 Millionen Mal. Die US-Amerikanerin war eine der wenigen Musikerinnen, die in drei aufeinanderfolgenden Jahrzehnten ein Nummer-eins-Album in den internationalen Charts platzieren konnten – unter anderem in den USA, Deutschland, der Schweiz, Österreich und Kanada. Anfang der 1990er Jahre betätigte sich Houston auch mit großem Erfolg als Schauspielerin, ihre fünf Kinofilme spielten zusammen mehrere hundert Millionen US-Dollar ein. Mit 411 Auszeichnungen für ihr musikalisches und filmisches Schaffen ist Whitney Houston laut Guinness Buch der Rekorde die am häufigsten ausgezeichnete Künstlerin aller Zeiten. Als Preise für ihr Lebenswerk erhielt sie unter anderem 2001 den BET Lifetime Achievement Award und 2004 den Women’s World Award.
Der Grundstein ihrer Karriere war ihre unverwechselbare Stimme, die drei Oktaven umfasste. Sie galt als die bedeutendste zeitgenössische Interpretin moderner Pop-Soul-Musik: 1998 schrieb die New York Times, Houston sei die „definitive Pop-Soul-Sängerin ihrer Generation“, und die amerikanische Musikzeitschrift Rolling Stone nahm sie wenige Jahre später als „beste weibliche Stimme ihrer Zeit“ in ihre Liste Die 100 größten Sänger aller Zeiten auf. In den Medien wurde sie auch mit dem Übernamen „The Voice“ („Die Stimme“) bezeichnet. Ihr Gesang – eine vom traditionellen Gospel beeinflusste Mischung aus Pop und Soul – galt als stilprägend für die Generation nachfolgender Sängerinnen. Künstlerinnen wie Mariah Carey, Christina Aguilera, Jennifer Hudson und Mary J. Blige geben an, von ihr maßgeblich beeinflusst worden zu sein.
Houston setzte sich von Beginn ihrer Karriere an wiederholt für wohltätige Zwecke ein. 1989 gründete sie The Whitney Houston Foundation for Children, für die sie der US-amerikanische Fernsehsender VH1 1995 mit seinem Honors Award auszeichnete. 1988 trat sie zu Ehren des damals inhaftierten Nelson Mandela beim Freedom Fest in London auf. Teile der Einnahmen aus verschiedenen Konzert-Specials, so Welcome Home Heroes oder Classic Whitney, gingen an wohltätige Zwecke.

## Karriere

### Anfänge und Modelkarriere
Erste Schallplattenaufnahmen machte Houston mit 14 Jahren, als sie 1977 für den Song Life’s a Party der Michael-Zager-Band die Solostimme einsang. 1979 war sie im Background von Chaka Khans Lied I’m Every Woman zu hören, ein Stück, das sie 1992 selbst nochmals zu einem Hit machte. 1982 arbeitete Houston mit Bill Laswell für dessen Projekt Material. Ihre Ballade Memories, mit Archie Shepp am Saxophon, war im selben Jahr ein Highlight des Albums One Down.
Erste Erfahrungen als Live-Entertainerin sammelte sie als Teenager während einer Reihe von Nachtclubauftritten mit ihrer Mutter. Sie selbst gab zwei Schlüsselmomente für den Beginn ihrer Karriere an: einen Solo-Auftritt in ihrer Heimatkirche in Newark sowie einen Auftritt im New Yorker Town Hall Theater während eines Konzerts ihrer Mutter.
Parallel zu ihren Aktivitäten als Sängerin verfolgte sie anfänglich eine erfolgreiche Modelkarriere: Sie wurde in Zeitschriften wie Vogue und als eines der ersten schwarzen Models auf der Titelseite der Teenagerzeitschrift Seventeen abgebildet. Auch nach Beginn ihrer Gesangskarriere arbeitete sie kontinuierlich mit den bedeutendsten Fotografen der Branche, unter anderem mit Patrick Demarchelier, Sante D’Orazio und David LaChapelle. Schon bald war sie auf den Titelseiten weltweit führender Mode- und Musikzeitschriften zu sehen, darunter Rolling Stone, Vibe und Harper’s Bazaar.

### 1980er Jahre
1983 unterzeichnete Houston ihren ersten Plattenvertrag mit der Firma ihres Entdeckers Clive Davis, Arista Records. 1984 erschien die Single Hold me, ein Duett mit Teddy Pendergrass. Nach fast dreijähriger Produktionszeit erschien 1985 das Debütalbum Whitney Houston. Es war mit 13 Millionen allein in den USA verkauften Exemplaren eines der erfolgreichsten Debüts, das je einer Künstlerin gelang. Drei der ausgekoppelten Singles erreichten die Spitze der US-amerikanischen Charts. Außerdem erhielt Houston für das Lied Saving All My Love for You ihren ersten Grammy als beste Popsängerin.
Auch international erreichte Houstons Album Spitzenplätze und wurde unter anderem in Deutschland, Österreich und im Vereinigten Königreich mit Platin und Mehrfach-Platin ausgezeichnet. Die CD enthält einige Coverversionen, deren Originale zuvor nur begrenzten Erfolg gehabt hatten: Greatest Love of All (George Benson), Saving All My Love for You (Marilyn McCoo & Billy Davis, Jr.), Nobody Loves Me Like You Do (Anne Murray & Dave Loggins) und Take Good Care of My Heart (Anne Murray). Dem Album schloss sich 1986 die Greatest Love Tour an. Whitney Houston wird vom Rolling Stone als eines der 500 besten Alben aller Zeiten geführt.
Mit ihrem zweiten Album Whitney etablierte sie sich als eine der herausragenden neuen Künstlerinnen der 1980er Jahre. Mit dem Werk gelang es ihr 1987 als erste Sängerin, direkt auf Platz eins der US-Billboard-Charts einzusteigen. Vier Singles aus diesem Album erklommen die Spitzenposition der US-amerikanischen Charts, darunter das mit einem Grammy ausgezeichnete I Wanna Dance with Somebody (Who Loves Me). Ebenfalls sehr erfolgreich wurde der 1987 veröffentlichte Song Where Do Broken Hearts Go. Diese sieben aufeinander folgenden Nummer-eins-Single-Hits bescherten Houston einen Eintrag im Guinness-Buch der Rekorde und das Attribut der bis dahin „erfolgreichsten Sängerin aller Zeiten“.
Das Album Whitney wiederholte den Erfolg des Vorgängeralbums in fast allen Ländern, in denen es veröffentlicht wurde. Es erreichte die Spitzenposition in verschiedenen europäischen Ländern und wurde mehrfach mit Platin ausgezeichnet. 1988 sang sie das Titellied der NBC-Übertragungen der Olympischen Spiele in Seoul, One Moment in Time, der sie an die Spitze der deutschen und britischen Single-Charts brachte.

### 1990er Jahre

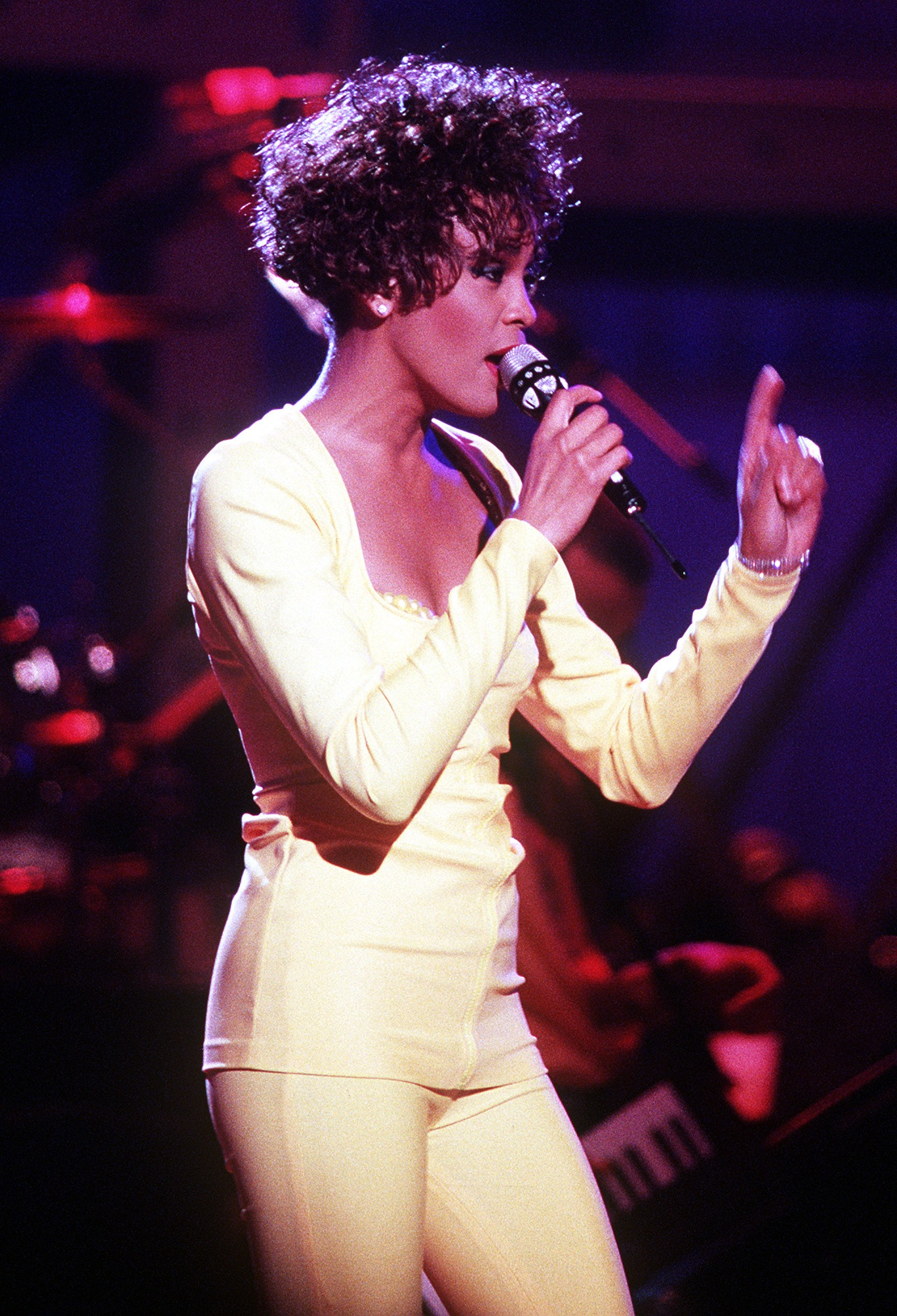
Whitney Houston (1991)

Im November 1990 folgte das deutlich vom zeitgenössischen R&B beeinflusste Album I’m Your Baby Tonight. Das gleichnamige Titellied und die Auskopplung All The Man That I Need erreichten die Spitze der amerikanischen Singlecharts, während das Album auf den dritten Platz der Albumcharts kam und mit Vierfach-Platin ausgezeichnet wurde. Während sich die Vereinigten Staaten im Zweiten Golfkrieg befanden, sang Houston im Januar 1991 während des Super Bowl XXV die Nationalhymne. Der Auftritt galt später als ein Schlüsselmoment in der Karriere der US-Sängerin. Zeit Online schrieb im Jahr 2009: „Ihre Stimme wurde zum Nationalheiligtum der Reagan/Bush-Ära. Höhepunkt der Vereinnahmung war ihr Auftritt beim Superbowl 1991, als sie im Sportanzug die Nationalhymne sang.“
Ihr Leinwanddebüt gab Houston im Herbst 1992 an der Seite von Kevin Costner mit dem Film Bodyguard. Zum dazugehörigen Soundtrack steuerte sie sechs Lieder bei; die Singleauskopplung I Will Always Love You – eine Coverversion des Liedes von Dolly Parton aus dem Jahr 1974 – hielt sich 14 Wochen an der Spitze der US-amerikanischen Charts und war Weihnachts-Nummer-eins-Hit in Großbritannien. Das Album The Bodyguard ist mit über 17 Millionen verkauften Einheiten der mit Abstand erfolgreichste Soundtrack in den USA und auch eines der erfolgreichsten Alben einer Sängerin. Im Film spielt sie einen Popstar, der von einem verrückten Fan bedroht wird. 1995 folgte ein weiterer Film, Waiting to Exhale, zu dem sie mit unter anderem Mary J. Blige und Toni Braxton den Soundtrack aufnahm. Die Single Exhale (Shoop, Shoop) brachte Houston abermals einen Nummer-eins-Hit in den Billboard Charts ein, der ihr elfter und auch letzter war.
Ende 1996 kam Houstons dritter Film Rendezvous mit einem Engel ins Kino, zu dem sie den kompletten Soundtrack The Preacher’s Wife beisteuerte. Die erste Singleauskopplung Step by Step schaffte es weltweit in die Top Ten der Charts. Im November 1998 erschien Houstons viertes Studioalbum My Love Is Your Love. Es enthält unter anderem die Hit-Singles My Love Is Your Love und It’s Not Right But It’s Okay sowie das Duett When You Believe mit Mariah Carey. Nach den Jahren im Filmgeschäft konzentrierte sich Houston mit diesem Album wieder auf ihre Gesangskarriere. Nachdem das Album kommerziell zunächst mäßig angelaufen war, entwickelte es sich durch Veröffentlichung des Titelliedes als Single im Frühsommer 1999 zu einem der größten Erfolge der Sängerin. Es wurde in Europa und den USA jeweils mit vier Platinschallplatten ausgezeichnet.

### 2000–2012

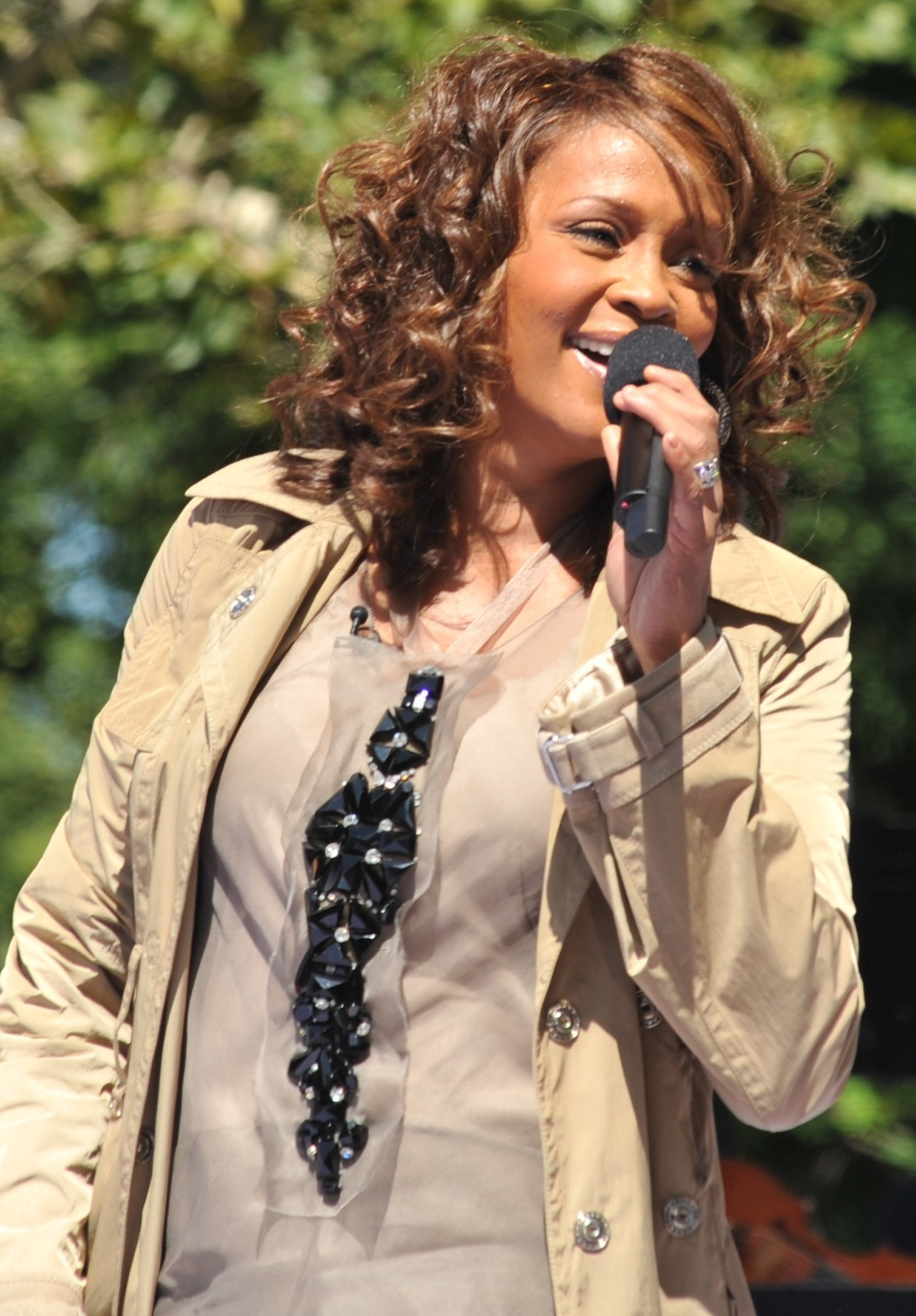
Whitney Houston (2009)

Bei der Grammy-Verleihung 2000 erhielt Houston für den Song It’s Not Right, But It’s Okay ihren sechsten Grammy, diesmal für die beste R&B-Gesangsdarbietung einer Frau. Im Mai desselben Jahres folgte das erste Best-of-Projekt ihrer damals 15-jährigen Karriere: Whitney: The Greatest Hits. Auf zwei CDs vereint das Album Houstons größte Erfolge, einige Raritäten – u. a. If You Say My Eyes Are Beautiful – sowie die vier neuen Lieder Fine, Same Script, Different Cast, If I Told You That und den weltweiten Erfolg Could I Have This Kiss Forever. Das Album erreichte weltweit die Top Five der Charts und war in Großbritannien ein Nummer-eins-Erfolg. Im folgenden Jahr erhielt sie den Lifetime Achievement Award des Senders BET für ihr Lebenswerk. Bei der Verleihung des Preises sangen Luther Vandross und Christina Aguilera, die Laudatio hielten Babyface und Mary J. Blige.
Im November 2002 kam mit Just Whitney… Houstons fünftes Studioalbum auf den Markt. Die erste Single Whatchulookinat, von der Houston auch Co-Autorin ist, erregte vor allem wegen ihres medienkritischen Inhalts Aufmerksamkeit. Die folgenden Auskopplungen waren kommerziell wenig erfolgreich; das Album wurde in den USA mit Platin ausgezeichnet. Mehr Aufsehen erregte Houston, indem sie 2002 in einem Interview mit Diane Sawyer deren Frage, ob Houstons auffälliger Gewichtsverlust mit Drogenkonsum zusammenhänge, bejahte und damit Gerüchte bestätigte, die bereits seit Jahren kursierten. Houston behauptete zugleich allerdings, diese Probleme überwunden zu haben und überdies niemals Crack konsumiert zu haben. 
Ende 2003 veröffentlichte sie ihr erstes Weihnachtsalbum: One Wish – The Holiday Album. Es enthält bekannte Weihnachtsklassiker sowie zwei Stücke aus dem Soundtrack The Preacher’s Wife. Das Lied Little Drummer Boy sang Houston zusammen mit ihrer Tochter Bobbi Kristina Brown. Nach den Veröffentlichungen der Alben Just Whitney … und One Wish wurde es zunehmend stiller um Houston. Ihre weiteren Musikveröffentlichungen in der Zeit von 2001 bis 2007 beschränken sich, auch aufgrund ihrer Drogensucht, auf die zwei weiteren Best-of-Alben Love Whitney und The Ultimate Collection. 2006 nahm Houston mit ihrer Mutter Cissy Houston, ihrer Cousine Dionne Warwick und ihrer Tochter das Lied Family Comes First auf, das zum Soundtrack des Films Daddy’s Little Girls gehört. 2004 trat Houston bei den World Music Awards auf. Anschließend gab sie dem amerikanischen TV-Magazin Entertainment Tonight ein Interview, in dem sie und ihr Entdecker Clive Davis ihre Pläne für ein neues Album bekanntgaben. Die Arbeiten daran zogen sich dann allerdings über Jahre hin und wurden von wiederkehrenden Gerüchten um Houstons Drogenkonsum und schlechten Gesundheitszustand überschattet.

Im Internet tauchte im Juli 2008 das Lied Like I Never Left auf, ein Duett Houstons mit dem Sänger Akon. Ein Jahr später wurde das Album I Look to You auf Listening Parties in London, New York und Los Angeles der weltweiten Fachpresse vorgestellt. Das Titellied sowie das von Alicia Keys geschriebene Million Dollar Bill wurden im Doppelpack als erste Singles veröffentlicht. Im September 2009 gab Whitney Houston der US-amerikanischen Talkmasterin Oprah Winfrey ein mehrstündiges Interview, in dem sie ausführlich über ihre nun angeblich überwundene Drogensucht und ihre gescheiterte Ehe sprach.
Im selben Monat stieg das Album I Look To You auf Platz eins der Charts in den USA und Kanada. Weitere Nummer-eins-Positionen in Deutschland, der Schweiz, Italien, Polen und den Niederlanden machten es auch zur europäischen Nummer eins. Das Album verkaufte sich in den USA bereits in der ersten Woche über 300.000 Mal und bescherte der US-Sängerin damit die erfolgreichste Startwoche ihrer Karriere. Das Album verkaufte sich anschließend weltweit mehr als zwei Millionen Mal. Es steht damit zwar deutlich hinter Houstons anderen Alben – besonders denen der 1990er Jahre – zurück, erhielt aber Platin- und Goldauszeichnungen unter anderem in den USA, der Schweiz, Österreich, Italien und Polen. Im November 2009 wurde Whitney Houston bei den American Music Awards mit dem Sonderpreis International Artist Award ausgezeichnet.
Obwohl ihr Umfeld aufgrund ihrer schlechten körperlichen Verfassung Bedenken hatte, entschloss sich Houston, die nach der Scheidung von Brown in Geldnöten war, dazu, eine Reihe von Konzerten zu geben. Zehn Jahre nach Houstons letzter Welttournee begann im Dezember 2009 ihre neue Konzertreise im Olimpijski-Stadion in Moskau. Die Kritiken zu diesem Tourneeauftakt waren von der Enttäuschung über ihre nach jahrelangem Substanzmissbrauch brüchige Stimme gekennzeichnet, die nicht mehr das Niveau früherer Jahre erreichte. Diese letzte Welttournee spielte zwar etwa 32 Millionen US-Dollar ein, hatte jedoch bei der Musikkritik kaum Erfolg. Nicht nur die deutschsprachige Presse beurteilte sie zum größten Teil negativ, teils verließen Zuhörer verärgert noch laufende Konzerte. Bei einem Auftritt in der O2 World in Berlin versagte ihre Stimme mehrfach; ihr Auftritt in Hamburg erinnerte hingegen in einigen Momenten noch einmal daran, welche Kraft ihre Stimme einst hatte. Höhepunkt des Abends war die Rückkehr Houstons zu ihren Wurzeln, den Gospels. Die Mehrheit des Publikums spendete wohlwollenden Applaus. Im Mai 2011 trat Houston als musikalischer Gast bei einem Konzert von Prince im The Forum in Inglewood in Los Angeles auf.
Nach Houstons Tod im Februar 2012 kamen einige ihrer Lieder nochmals in die Top 100 der deutschen Singlecharts: I Will Always Love You auf Platz 19, One Moment in Time auf Platz 40, My Love Is Your Love auf Platz 64, der 2009 veröffentlichte Titel I Look to You auf Platz 84 und Run to You auf Platz 98. Auch drei ihrer Alben platzierten sich nochmals in den Top 100, jedoch nur Greatest-Hits-Alben: The Ultimate Collection auf Platz 3 (vorher Platz 11), The Essential Whitney Houston auf Platz 20 und All Time Best – Reclam Musik Edition auf Platz 76. Die zwei letztgenannten Alben erschienen im Jahr 2011, kamen aber erst nach Houstons Tod in die Charts.

## Tod und Beisetzung
Whitney Houston starb am 11. Februar 2012 im Alter von 48 Jahren im Hotel Beverly Hilton in Beverly Hills. Sie wurde von ihrer Assistentin leblos in der Badewanne aufgefunden. Als Todesursache wurde Ertrinken festgestellt; der chronische Missbrauch von Kokain und eine Herzkrankheit sollen zu ihrem Tod beigetragen haben. Ihr Tod überschattete die am folgenden Abend ebenfalls in Beverly Hills stattfindende Verleihung der Grammy Awards 2012.
Die Trauerfeier fand am 18. Februar 2012 in der New Hope Baptist Church in Newark in New Jersey statt, wo Houston als junges Mädchen Mitglied im Gospelchor gewesen war. Der fast vierstündigen Zeremonie wohnten unter anderen Stevie Wonder, Alicia Keys und Kevin Costner bei. Im Rahmen der Beerdigung hielt Costner, ihr Filmpartner in Bodyguard von 1992, eine Trauerrede. Die Beisetzung folgte am nächsten Tag auf dem Fairview Cemetery in Westfield neben dem Grab ihres Vaters.

## Diskografie
Studioalben

| Jahr | Titel Musiklabel                     | Höchstplatzierung, Gesamtwochen/‑monate, AuszeichnungChartplatzierungen (Jahr, Titel, Musiklabel, Platzierungen, Wochen/Monate, Auszeichnungen, Anmerkungen) | Höchstplatzierung, Gesamtwochen/‑monate, AuszeichnungChartplatzierungen (Jahr, Titel, Musiklabel, Platzierungen, Wochen/Monate, Auszeichnungen, Anmerkungen) | Höchstplatzierung, Gesamtwochen/‑monate, AuszeichnungChartplatzierungen (Jahr, Titel, Musiklabel, Platzierungen, Wochen/Monate, Auszeichnungen, Anmerkungen) | Höchstplatzierung, Gesamtwochen/‑monate, AuszeichnungChartplatzierungen (Jahr, Titel, Musiklabel, Platzierungen, Wochen/Monate, Auszeichnungen, Anmerkungen) | Höchstplatzierung, Gesamtwochen/‑monate, AuszeichnungChartplatzierungen (Jahr, Titel, Musiklabel, Platzierungen, Wochen/Monate, Auszeichnungen, Anmerkungen) | Höchstplatzierung, Gesamtwochen/‑monate, AuszeichnungChartplatzierungen (Jahr, Titel, Musiklabel, Platzierungen, Wochen/Monate, Auszeichnungen, Anmerkungen) | Anmerkungen                                                     |
| Jahr | Titel Musiklabel                     | DE | AT | CH | UK | US | R&B | Anmerkungen                                                     |
| ---- | ------------------------------------ | --- | --- | --- | --- | --- | --- | --------------------------------------------------------------- |
| 1985 | Whitney Houston Arista Records       | DE2 Platin · (69 Wo.)DE | AT9 Platin · (7½ Mt.)AT | CH2 (33 Wo.)CH | UK2 ×4Vierfachplatin · (119 Wo.)UK | US1 ×4Diamant + Vierfachplatin · (176 Wo.)US | R&B1 (116 Wo.)R&B | Erstveröffentlichung: 14. Februar 1985 Verkäufe: + 22.000.000   |
| 1987 | Whitney Arista Records               | DE1 Platin · (35 Wo.)DE | AT1 ×2Doppelplatin · (12 Mt.)AT | CH1 ×2Doppelplatin · (20 Wo.)CH | UK1 ×7Siebenfachplatin · (102 Wo.)UK | US1 Diamant · (88 Wo.)US | R&B2 (75 Wo.)R&B | Erstveröffentlichung: 1. Juni 1987 Verkäufe: + 20.000.000       |
| 1990 | I’m Your Baby Tonight Arista Records | DE3 Platin · (26 Wo.)DE | AT2 Platin · (20 Wo.)AT | CH2 ×2Doppelplatin · (22 Wo.)CH | UK4 Platin · (29 Wo.)UK | US3 ×4Vierfachplatin · (57 Wo.)US | R&B1 (53 Wo.)R&B | Erstveröffentlichung: 26. September 1990 Verkäufe: + 10.000.000 |
| 1998 | My Love Is Your Love Arista Records  | DE2 Platin · (70 Wo.)DE | AT1 Platin · (48 Wo.)AT | CH1 ×3Dreifachplatin · (67 Wo.)CH | UK4 ×3Dreifachplatin · (70 Wo.)UK | US13 ×4Vierfachplatin · (87 Wo.)US | R&B7 (79 Wo.)R&B | Erstveröffentlichung: 16. November 1998 Verkäufe: + 10.000.000  |
| 2002 | Just Whitney … Arista Records        | DE16 (8 Wo.)DE | AT33 (7 Wo.)AT | CH10 Platin · (12 Wo.)CH | UK76 (5 Wo.)UK | US9 Platin · (30 Wo.)US | R&B3 (31 Wo.)R&B | Erstveröffentlichung: 25. November 2002 Verkäufe: + 2.000.000   |
| 2009 | I Look to You Arista Records         | DE1 Gold · (17 Wo.)DE | AT3 Gold · (13 Wo.)AT | CH1 Gold · (14 Wo.)CH | UK3 Gold · (14 Wo.)UK | US1 Platin · (39 Wo.)US | R&B1 (43 Wo.)R&B | Erstveröffentlichung: 28. August 2009 Verkäufe: + 2.500.000     |

## Filmografie
- 1992: Bodyguard (The Bodyguard)
- 1995: Waiting to Exhale – Warten auf Mr. Right (Waiting To Exhale)
- 1996: Rendezvous mit einem Engel (The Preacher’s Wife)
- 1997: Cinderella (Rodgers & Hammerstein’s Cinderella)
- 2012: Sparkle

## Auszeichnungen
- 1986: Grammy Award Beste weibliche Pop Performance für „Saving All My Love For You“[39]
- 1988: Grammy Award Beste weibliche Pop Performance für „I Wanna Dance With Somebody (Who Loves Me)“
- 1988: BRAVO OTTO in Silber für „Beste Sängerin“
- 1993: 2 BRAVO OTTOs in Silber für „Beste Sängerin“ & „Beste Schauspielerin“
- 1994: Grammy Award Song des Jahres für „I Will Always Love You“
- 1994: Grammy Award Beste weibliche Pop Performance für „I Will Always Love You“
- 1994: Grammy Award Album des Jahres für „The Bodyguard“
- 1999: Bambi in der Kategorie „Pop International“
- 1999: MTV Europe Music Award in der Kategorie Best R&B
- 2000: Grammy Award in der Kategorie R’n’b Song des Jahres für „It’s Not Right But It’s Okay“
- 2001: BET Lifetime Achievement Award
- 2004: Women’s World Award – World Artist Award for Lifetime Achievement
- 2009: International Artist Award (AMA's)
- 2012 MTV Europe Music Award in der Kategorie Global lcon (EMAs)
- 2012: Echo Hall of Fame

## Dokumentationen und Filmbiografie
- 2017: Whitney – Can I Be Me, britischer Dokumentarfilm (Regie: Nick Broomfield, Rudi Dolezal)
- 2018: Whitney – Die wahre Geschichte einer Legende, amerikanischer Dokumentarfilm (Regie: Kevin Macdonald)
- 2022: Whitney Houston: I Wanna Dance with Somebody, US-amerikanischer Spielfilm mit Naomi Ackie in der Hauptrolle (Regie: Kasi Lemmons)

## Coverversionen und Interpretationen
Von Whitney Houston gesungenen Lieder waren vielfach Thema in Musiksendungen und wurden in Musik-Castingshows wie The Voice of Germany von jungen Talenten aufgegriffen und neu interpretiert. Gleich mehrfach gesungen wurden "How Will I Know", "I Wanna Dance With Somebody" und "I Have Nothing".
Der Welterfolg "I Will Always Love You" (Original von Dolly Parton) wurde von zahlreichen bekannten Sängern wie Michael Bolton, Glennis Grace oder Samantha Harvey sowie dem multinationalen Musiker-Quartett Il Divo gecovert. 